# Galahad

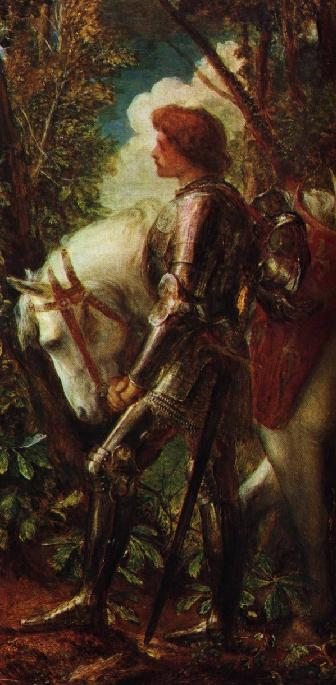
Un retrato de Sir Galahad por George Frederick Watts.

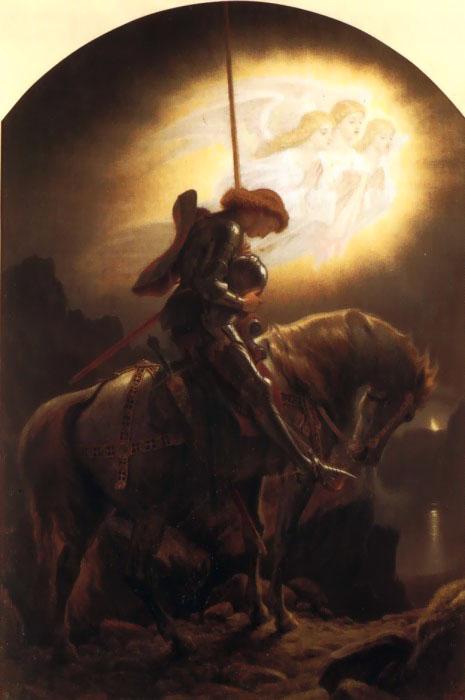
Un retrato de Sir Galahad en su búsqueda por el Santo Grial, por Joseph Noel Paton.

Sir Galahad (a veces llamado Galaz; en galés: Gwalchavad) es uno de los caballeros de la Mesa Redonda del rey Arturo y uno de los tres que alcanzaron el Santo Grial en las leyendas artúricas. Es el hijo bastardo de Sir Lancelot y Elaine de Corbenic (descendiente de José de Arimatea), y es reconocido por su gallardía y pureza. Hace su primera aparición en el ciclo Lanzarote-Grial, y su historia se toma en trabajos posteriores tales como el ciclo post-Vulgata y La muerte de Arturo, de sir Thomas Malory.

## Vida
La concepción de Galahad viene de cuando Elaine de Corbenic, hija del Rey del Grial Pelles, usa magia para engañar a Lanzarote para hacerle pensar que es Ginebra. Duermen juntos, pero al descubrir el engaño, Lanzarote la abandona y vuelve a la corte de Arturo. Galahad está al cuidado de su tía abuela, la abadesa de un convento de monjas, donde es criado. "Galahad" era el nombre original de Lanzarote, pero se lo habían cambiado cuando era todavía un niño. Merlín profetiza que Galahad sobrepasaría a su padre en valor y lograría alcanzar el santo Grial.
Al alcanzar la edad adulta, Galahad se reunió con su padre, quien lo convirtió en caballero. Es llevado a la corte de rey Arturo en Camelot durante Pentecostés. Sin darse cuenta del peligro en el que se ponía, sir Galahad caminó alrededor de la mesa redonda en medio de las festividades y tomó el Asiento peligroso. Este lugar había sido mantenido vacante sólo para la persona que lograra alcanzar el santo Grial; para cualquier otra persona que se sentara allí se mostraría inmediatamente fatal. Sir Galahad sobrevive al acontecimiento, atestiguado por el rey Arturo y sus caballeros. El rey entonces pide que el joven caballero realice una prueba que implica desempuñar una espada de una piedra. Este lo logra con facilidad, y el rey Arturo rápidamente proclama a sir Galahad como el caballero más grande del mundo. Es invitado prontamente a que se una a la Orden de la Mesa Redonda, y luego de una etérea visión del Grial, se fija la búsqueda para encontrarlo.
En La muerte de Arturo de Malory, el increíble valor y fortuna de Galahad en la búsqueda del santo Grial se remontan de su piedad. Según la leyenda, solamente los caballeros puros pueden llegar a alcanzar el Grial. Mientras que en un sentido general, esta "pureza" se refiere a la castidad, parece que Galahad había vivido una vida sin pecados, y como resultado, vive y piensa en un nivel enteramente diferentes que los otros caballeros de la leyenda.
A pesar de esto, y quizás debido a su naturaleza pura y libre de pecados, Galahad como personaje parece ser inhumano. Derrota a caballeros rivales aparentemente sin esfuerzo, habla poco con sus padres, y conduce a sus compañeros al Grial con una implacable determinación. De los tres que emprenden la búsqueda del Grial (Bors, Perceval, y Galahad), este último es quien termina alcanzándolo. Cuando lo hace, lo elevan al cielo como al patriarca bíblico Henoc o al profeta Elías, dejando a sus compañeros detrás.